# امیلیا مندیتا
امیلیا مندیتا (انگلیسی: Emilia Mendieta؛ زادهٔ ۴ فوریهٔ ۱۹۸۸) بازیکن فوتبال اهل آرژانتین است.
از باشگاه‌هایی که در آن بازی کرده‌است می‌توان به باشگاه فوتبال ریور پلاته اشاره کرد.
وی همچنین در تیم‌های ملی فوتبال زنان آرژانتین و Argentina women's national futsal team بازی کرده‌است.